# Фонченко, Зосима Николаевич
Зосима Николаевич Фонченко (1889 — 1956) — русский рабочий-железнодорожник, большевик, революционер. Участник Октябрьского вооружённого восстания 1917 года в Москве. Брат Василия Фонченко.

## Биография
Зосима Фонченко родился в 1889 году. В 1913 году переехал в Москву. Работал слесарем в паровозном депо Брянского (Киевского) вокзала. В 1914 году стал членом Коммунистической партии. Вместе с братом был участником марксистского кружка паровозного депо, занимался распространением листовок и нелегальной литературы. После Февральской революции 1917 года стал одним из организаторов профсоюза Московского железнодорожного узла, был делегатом его первого съезда. Во время Октябрьского вооружённого восстания был членом военно-революционного комитета, принимал участие в обороне Бородинского моста и Брянского вокзала. После установления советской власти занимался партийной и хозяйственной работой.

## Память
29 октября 1971 года в честь Зосимы и Василия Фонченко получила название улица Братьев Фонченко в московском районе Дорогомилово.